# Giovanni Cappello
Giovanni Cappello (Venezia, 1497 – Lione, 14 settembre 1559) è stato un ambasciatore e armatore italiano.

## Biografia
Giovanni nacque a Venezia figlio di Lorenzo Cappello di Giovanni, procuratore di San Marco, e di Paola di Francesco Priuli. I Cappello erano un'importante famiglia veneziana, la sorella aveva sposato nel 1517 Pietro Loredan, che sarebbe poi diventato doge, e il fratello Filippo faceva parte del Consiglio della repubblica quale rappresentante della famiglia.

### L'attività di armatore
Da giovane Giovanni si dedicò all'attività di armatore e del commercio viaggiando a oriente e nel resto d'Europa. Frammentarie sono le notizie di queste sue giovanili attività. Nel 1518 è documentato in viaggio sulle galee che giunsero a Lesina, e nel 1522 una lettera indirizzata al fratello spedita da Costantinopoli, avvisava il governo veneziano dell'attività militare turca che preparava un attacco alle flotte veneziane; nel medesimo anno nel mese di maggio, si registra il suo ritorno a Venezia. Nel 1524 sposò Paola figlia di Alvise Pisani dal Banco della aristocrazia veneta che portava una dote di 8000 ducati e una villa a Murano, e benché si fosse guadagnato un posto nel Senato veneziano, grazie al contributo di 500 ducati, il Cappello preferiva la vita commerciale e di armatore in società con il cognato Giovanni Pisani lontano dalla città lagunare. Le attività marittime richiedevano però una difesa, nel Mediterraneo erano infatti presenti molte navi di pirati; è del 6 luglio 1525 l'autorizzazione del Senato cittadino a fornirlo di armi da parte dell'arsenale veneziano, così come un pagamento di 300 ducati pagati per ottenere i privilegi della nave che aveva costruito fuori dall'arsenale veneziano.
Nel 1529 risulta un prestito di attrezzatura per terminare una nave di Cappello, che era da mettere a carena. L'anno successivo una sua nave che caricava fave naufragò durante una tempesta al ritorno da Alessandria. Il trasporto di legumi era fondamentale per rifornire la Repubblica veneta per i periodi di carestia.

### Ambasciatore in Francia
Nel 1534 iniziò a dedicarsi alla carriera politica. Si susseguirono diverse cariche pubbliche: per due anni fu nominato provveditore dei Dazi; nel 1540 entrò a far parte dei dieci Savi, e nominato capitano di Brescia; nell'ottobre del 1542 nominato savio dalla Mercatura, e poi savio di Terraferma. Nel 1545 fu nominato oratore alla Cesarea Maestà, poi provveditore sopra gli atti dei sopragaltaldi e dal 1548 al 1550 capitano di Padova.
Nel 1550 la sua vita subì un cambiamento radicale essendo nominato ambasciatore in Francia alla corte di Enrico II giungendovi il 1º novembre 1551. Il re di Francia stava combattendo una guerra contro Carlo V d'Asburgo. Delle relazioni e dei rapporti di Giovanni è andata persa buona parte, ma dalle consegne veneziane di cui si conservano le copie si comprende che il veneziano seguì il re nella conquista di Metz, Toul e Verdun. La sua neutralità gli consentì di restare ben accetto alla corte francese e anche di inoltrare informazioni, mantenendo fuori dalla guerra Venezia, cosa che invece avrebbe voluto Enrico II, e temuto Carlo V..
Essere ambasciatori veneziani non era certo cosa facile, Giovanni seguì l'esercito francese fino in Germania dove cercò di accattivarsi la simpatia dei regnanti protestanti. Venezia che era rimasta fuori dalla guerra, ma che aveva dal Cappello minuziose informazioni sui rifornimenti militari e sulle strategie belliche, si trovò a dover concedere il passaggio sul proprio territorio dei Grigioni arruolati dal re francese. L'attività di Giovanni Cappello fu molto apprezzata dal regnante che al termine della sua attività nel 1554, d'ambasciatore gli concesse il titolo di cavaliere.

Dalle sue relazioni al Senato veneziano si desume che Giovanni Cappello fosse un uomo insicuro e diffidente, riteneva infatti che molte delle situazioni si potevano risolvere grazie alla fortuna che condizionava gli andamenti della storia. Così descritte il personaggio del re francese 
(Giovanni Cappello Relazione al Senato)
Si susseguirono quindi molte cariche pubbliche, e il 2 maggio 1559 fu rimandato alla corte di Francia a congratularsi con il regnante per i matrimoni di Elisabetta, figlia, con Filippo II di Spagna e della sorella Margherita, con Emanuele Filiberto di Savoia, ma venne raggiunto della funesta notizia della morte di Enrico II. Mentre attendeva informazioni da Venezia per poter proseguire il suo viaggio, si ammalò morendo improvvisamente il 14 settembre del medesimo anno.
I suoi beni passarono per via ereditaria al figlio Pietro che aveva sposato la figlia del doge Lorenzo Priuli. Le sue spoglie furono tumulate nella chiesa di San Zaccaria a Venezia.